# 셔틀런
셔틀런(20m Shuttle Run Test, 20m SRT) 또는 왕복 오래달리기, 다단계 피트니스 테스트(multi-stage fitness test, MSFT, beep test, bleep test, PACER (Progressive Aerobic Cardiovascular Endurance Run), PACER test, FitnessGram PACER test)는 선수의 심폐지구력을 측정하기 위해 사용되는 달리기 테스트이다. 테스트 대상자는 신호음과 함께 표시된 트랙을 왕복하며 20미터를 뛰어야 한다. 1분 정도마다 다음 단계가 시작된다. 신호음이 울리는 시간은 점점 짧아지기 때문에, 참가자들은 더 빨리 뛰어야 한다. 보통 참가자가 시간안에 도달하지 못할 경우 경고를 받고, 두 번째로 도달하지 못할 경우 기록 측정이 끝난다.
이 테스트는 학교, 군대, 피트니스 등에서 신체 건강 중 중요한 요소인 심혈관 지구력을 측정하는 데 관심이 있는 다른 사람들과 함께 전 세계의 스포츠 단체에 의해 사용된다.

## 대한민국
대한민국에서 왕복오래달리기는 학생건강체력평가제도(PAPS)에서 필수 평가 종목에 포함되어 있다. 제시간 안에 목표에 도달하지 못하면 즉시 기록 측정이 끝난다.